# Cramonshagen
Cramonshagen ist eine Gemeinde im  Süden des Landkreises Nordwestmecklenburg in Mecklenburg-Vorpommern (Deutschland). Die Gemeinde wird vom Amt Lützow-Lübstorf mit Sitz in der Gemeinde Lützow verwaltet.

## Geografie
Die Gemeinde Cramonshagen liegt zehn Kilometer nordwestlich von Schwerin am Cramoner See, der von der oberen Stepenitz durchflossen wird.
Umgeben wird Cramonshagen von den Nachbargemeinden Dalberg-Wendelstorf im Norden, Alt Meteln im Nordosten, Klein Trebbow im Osten, Pingelshagen im Südosten, Brüsewitz im Süden, Dragun im Westen sowie Mühlen Eichsen im Nordwesten.
Zur Gemeinde gehören die Ortsteile Cramonshagen, Cramon und Nienmark.

## Geschichte
Cramon wurde 1178 erstmals erwähnt und zählt zu den ältesten Dörfern Westmecklenburgs. 1245 (andere Quellen 1230) wurde erstmals das Adelsgeschlecht Cramon  (auch Cremon oder Cremun) erwähnt. und war hier bis in das 16. Jahrhundert ansässig. Die Besitzer des Guts wechselten danach oft.
Die Dorfkirche, ein Backsteinbau, stammt aus dem 14. Jahrhundert.
Der Hamburger Kaufmann Johann Friedrich (Fritz) Böhl (1773–1844) erwarb 1798 das Gut Cramon. Er ließ 1804 das zweigeschossige Herrenhaus Cramon bauen. Böhl wurde 1818 in den Adelsstand erhoben, seine Söhne 1862/1863 in die Ritterschaft des Landes aufgenommen. Erbe wurde der spätere Landrat Theobald von Böhl, dann wiederum dessen Sohn Leutnant a. D. Karl Friedrich von Böhl (1857–1939). Das Gut Cramon gelangte 1939, nach dem Tod des Karl Friedrich von Böhl, durch Erbschaft an die Familie von Blücher, an Ernst-August von Blücher-Kuppentin (1886–1976). Blüchers Mutter Auguste war eine geborene von Böhl. Ernst-August von Blücher wurde 1945 enteignet und das Gut aufgesiedelt. Neben der Landwirtschaft, entwickelt sich in jüngerer Zeit hier auch der Tourismus.
Gut Cramonshagen gehörte zu den Gütern von Cramon; das zweigeschossige Gutshaus besteht noch.
Gut Nienmark gehörte im 18. Jahrhundert zum Gut Klein Trebbow. Das kleine Gutshaus des Vorwerks des ehemaligen Gutskomplexes Cramon besteht noch. In den 1920er Jahren war der Besitzer des Lehngutes Nienmark Karl Friedrich von Böhl. Des Weiteren bestanden zeitgleich in der Gemarkung Nienmark vier Höfe zwischen 39 und 70 ha von H. Diestel, E. Geißler, der Witwe Krull und von G. Ohff.

## Dienstsiegel
Die Gemeinde verfügt über kein amtlich genehmigtes Hoheitszeichen, weder Wappen noch Flagge. Als Dienstsiegel wird das kleine Landessiegel mit dem Wappenbild des Landesteils Mecklenburg geführt. Es zeigt einen hersehenden Stierkopf mit abgerissenem Halsfell und Krone und der Umschrift „GEMEINDE CRAMONSHAGEN • LANDKREIS NORDWESTMECKLENBURG“.

## Sehenswürdigkeiten
Johann Friedrich Böhl ließ das Herrenhaus Cramon 1804 nach Plänen des Architekten Christian Frederik Hansen durch den in Lübeck niedergelassenen dänischen Architekten und Bauconducteur Joseph Christian Lillie als Bauaufseher errichten. Das Gebäude ist ein einfacher, blockartig wirkender zweigeschossiger Putzbau mit sieben Vorderachsen und neun auf der Rückseite, die auf einem relativ hohen sockelartigen Kellergeschoss ruhen. Das Sockelgesims ist durch einen sogenannten laufenden Hund mit eingelegten Lilienmotiven ornamentiert. Das vorgesetzte Portal ist mit zwei monolithischen Vollsäulen toskanischer Ordnung geschmückt und hat oberhalb unter dem flachen Dreiecksgiebel die Jahreszahl 1804 als Baudatum. Die zweiflügelige Haustür mit Lünettenfenstern hat enge stilistische Verwandtschaft zu der des Herrenhauses Schönfeld, das ebenfalls von Joseph Christian Lillie geplant wurde. Die beiden seitlichen zweigeschossigen Anbauten wurden Mitte des 19. Jahrhunderts angefügt. Durch die Neuverputzung nach 1945 ging die Quaderung verloren.

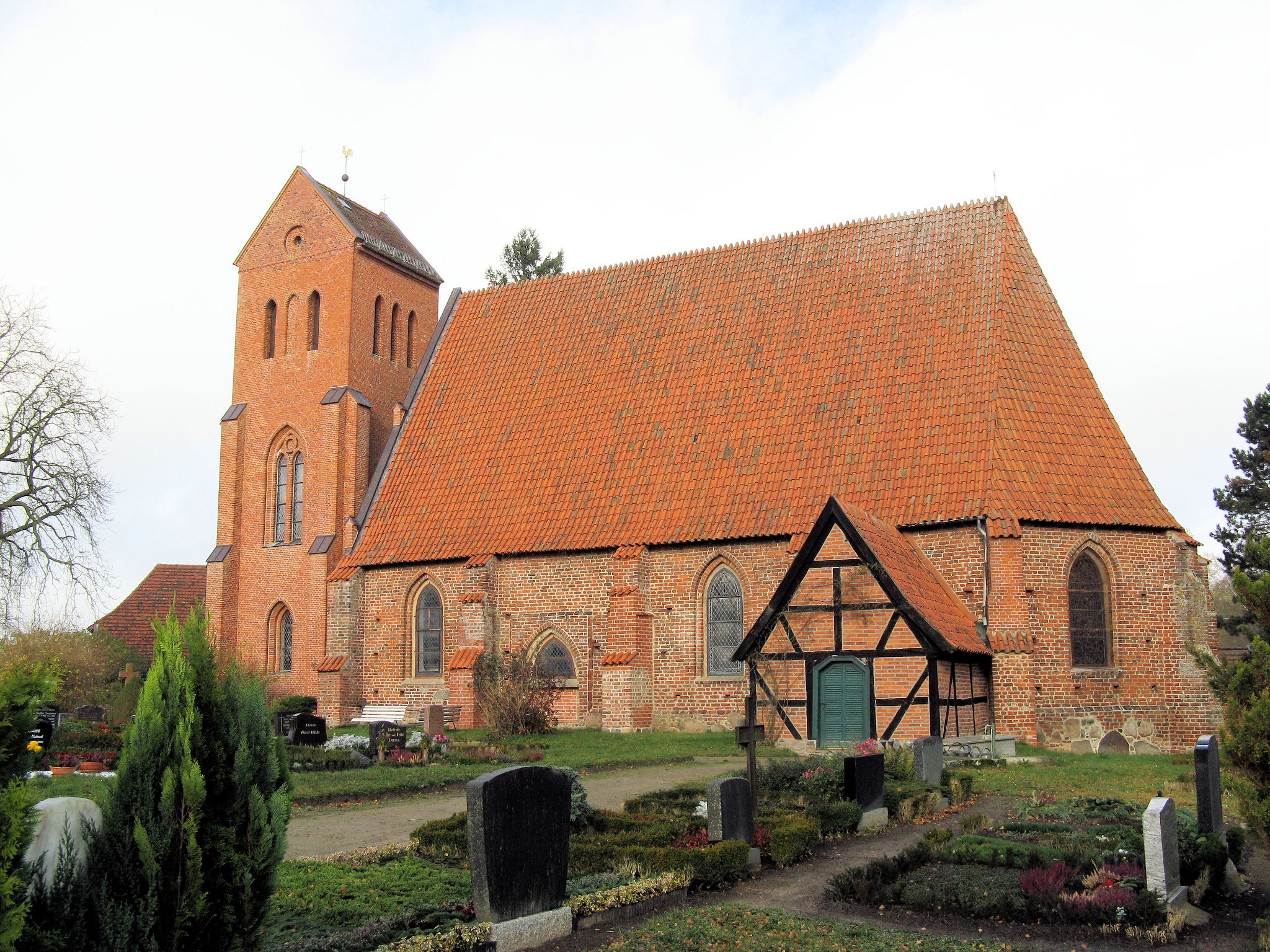
Dorfkirche in Cramon
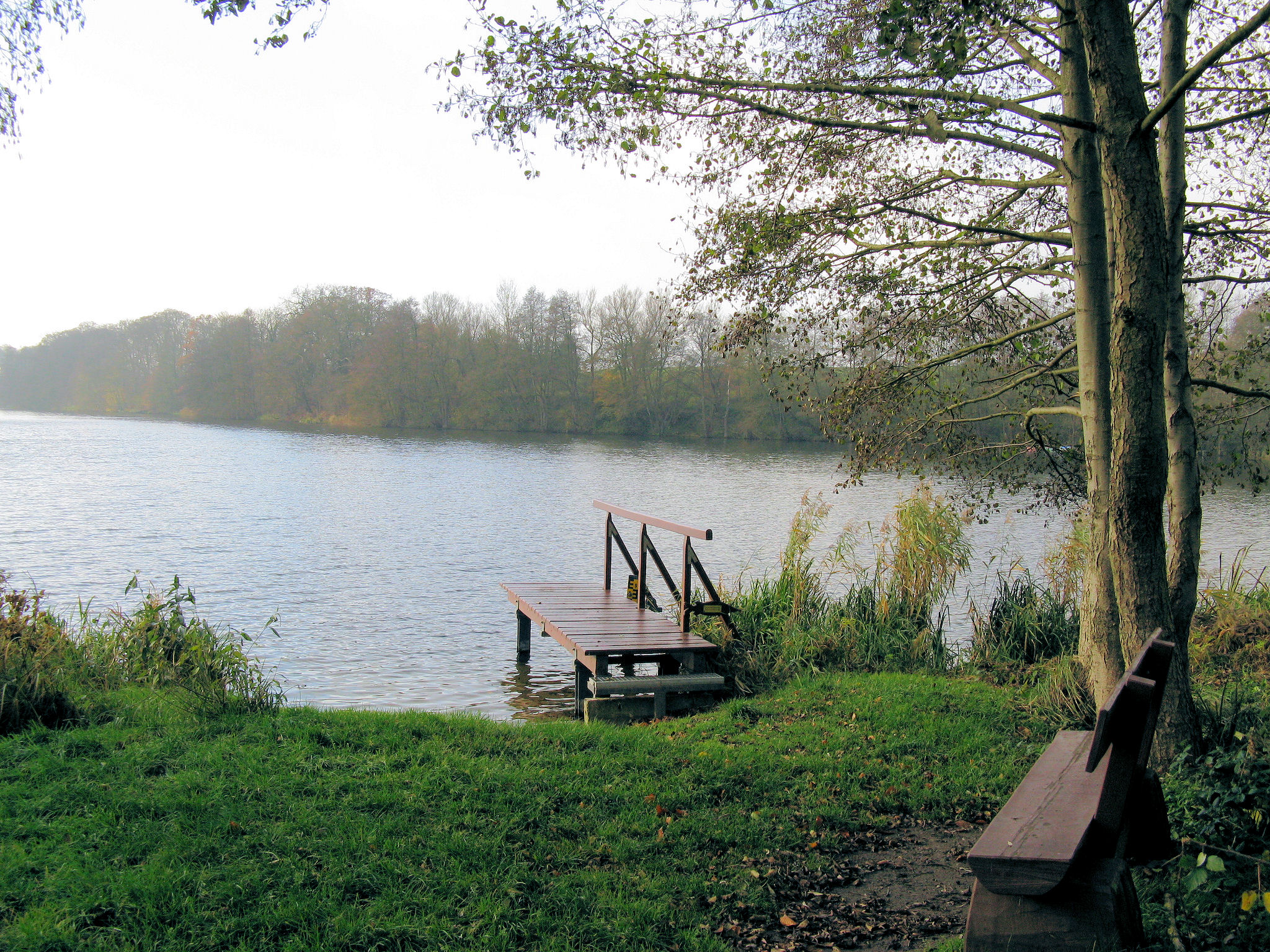
Cramoner See

## Verkehrsanbindung
Die Nähe zu Schwerin  bietet gute Anschlüsse an die überregionalen Verkehrsnetze.

## Persönlichkeiten
- Holger Keipke (* 1950), Fußballtorwart